# کیگو تسونیموتو
کیگو تسونیموتو (ژاپنی: 常本 佳吾؛ زادهٔ ۲۱ اکتبر ۱۹۹۸) یک بازیکن فوتبال اهل ژاپن است.
از باشگاه‌هایی که در آن بازی کرده‌است می‌توان به باشگاه فوتبال کاشیما آنتلرز اشاره کرد.